# ジェファーソンタウン (ケンタッキー州)
ジェファーソンタウン（英: Jeffersontown）は、アメリカ合衆国ケンタッキー州北中部ジェファーソン郡にある第2等級都市である。2010年国勢調査での人口は26,595 人であり、州内第13位である。
ルイビル市の主要郊外であり、2003年にルイビル大都市圏政府が設立されたときも、ジェファーソンタウンは独立した市に留まった。この大都市圏の中で、ルイビル市以外では最大の自治体である。

## 歴史
ジェファーソンタウンはジェファーソン郡の南東部にあり、1700年代後半からルイビルに近いオハイオの滝に向かう初期パイオニアが途中で立ち寄る場所として存在していた。肥沃な大地を農夫達が耕し始め、1773年にはトマス・ブリットが測量し、翌年にもジョン・フロイドが測量した。兵役に対する払下げ地としてハイト、タイラー、オールダムの各家族が入植した。
1794年、エイブラハム・ブルーナーが122エーカー (0.488 km2) の土地を購入した。1797年5月、ジェファーソン郡会計裁判所にその土地の中から40エーカー (0.16 km2) をジェファーソン市として法人化することを請願し、認められた。市名はジェファーソン郡から採られたか、当時アメリカ合衆国副大統領だったトーマス・ジェファーソンから採られたかのどちらかである。この町はその住民から「ブルーナーズタウン」と長く呼ばれていたが、その後現在のジェファーソンタウンになってきた。

## 地理
ジェファーソンタウン市は北緯38度12分22秒 西経85度34分25秒 / 北緯38.20611度 西経85.57361度 (38.206102, -85.573619)に位置している。
アメリカ合衆国国勢調査局に拠れば、市域全面積は10.0平方マイル (26 km2)であり、このうち陸地9.9平方マイル (26 km2)、水域は0.1平方マイル (0.3 km2)で水域率は0.10%である

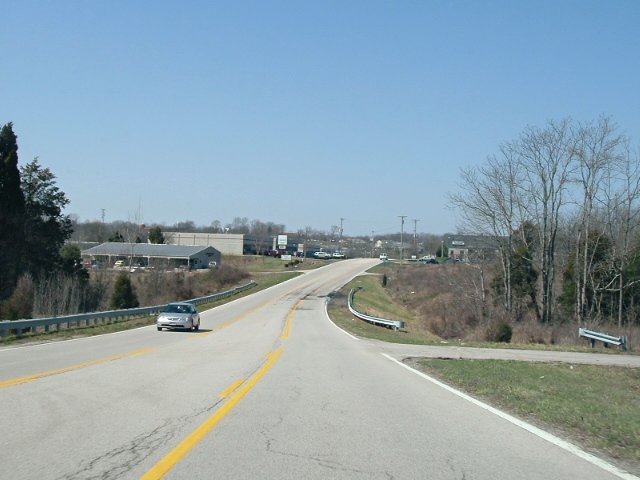
ブランケンベイカー・アクセス・ドライブ、西を望む

## 経済
ブルーグラス・コマース・パーク（元ブルーグラス研究工業パーク）は1966年に広さ600エーカー (2.4 km²) で開設された。魅力ある公園のような状況で設立されたときは、国内でも初めての工業団地だった。現在は広さ1,800エーカー (7.3 km²) 以上あり、約850の企業が入っている。ケンタッキー州では最大であり、38,000人の従業員が働き、州内の雇用数では第3位のパークと市にしている。
ブルーグラス・コマース・パークは7つの地区に分けられている
- ブルーグラス・コマース・パーク
- コモンウェルス・パーク
- ワッターソン・トレイル工業団地
- プレーンビュー・オフィスパーク
- ジェファーソンタウン工業団地
- ホロウェイ工業団地
- ブランケンベイカー・クロッシングス

パパ・ジョンズ・ピザが市内に本社を置いていた。

## 市政府
ジェファーソンタウン市は1人の市長と、8人の市政委員が統治している。市長は4年任期であり、市政委員は2年任期である。市政委員は市全体の選挙で上位8人が選ばれる。

## 人口動態
以下は2000年国勢調査による人口統計データである。
| 基礎データ - 人口: 26,633 人 - 世帯数: 10,653 世帯 - 家族数: 7,275 家族 - 人口密度: 1,033.5人/km2（2,675.9 人/mi2） - 住居数: 11,220 軒 - 住居密度: 435.4軒/km2（1,127.3 軒/mi2） 人種別人口構成 - 白人: 86.74% - アフリカン・アメリカン: 8.65% - ネイティブ・アメリカン: 0.21% - アジア人: 1.77% - 太平洋諸島系: 0.03% - その他の人種: 1.14% - 混血: 1.46% - ヒスパニック・ラテン系: 2.54% 年齢別人口構成 - 18歳未満: 24.8% - 18-24歳: 7.7% - 25-44歳: 33.4% - 45-64歳: 23.3% - 65歳以上: 10.8% - 年齢の中央値: 36歳 - 性比（女性100人あたり男性の人口） - 総人口: 92.8 - 18歳以上: 89.1 | 世帯と家族（対世帯数） - 18歳未満の子供がいる: 32.9% - 結婚・同居している夫婦: 54.3% - 未婚・離婚・死別女性が世帯主: 10.7% - 非家族世帯: 31.7% - 単身世帯: 26.4% - 65歳以上の老人1人暮らし: 6.4% - 平均構成人数 - 世帯: 2.46人 - 家族: 2.99人 収入と家計 - 収入の中央値 - 世帯: 51,999米ドル - 家族: 60,951米ドル - 性別 - 男性: 41,345米ドル - 女性: 29,537米ドル - 人口1人あたり収入: 23,977米ドル - 貧困線以下 - 対人口: 4.3% - 対家族数: 3.7% - 18歳未満: 5.4% - 65歳以上: 5.4% |